# Шайтанка (нижний приток Уя)
Шайтанка — река в Омской области России. Устье реки находится в 158 км по правому берегу реки Уй. Длина реки составляет 46 км. Площадь водосборного бассейна — 542 км².

## Бассейн
- 17 км: Куткус (пр)
- 23 км: Большая Баклянка (лв)
  - Тетлеик (лв)
  - Малая Баклянка (лв)
- Богородица (пр)
  - Теремис (лв)
- 34 км: Тута (пр)
- Чуньчули (лв)

## Данные водного реестра
По данным государственного водного реестра России относится к Иртышскому бассейновому округу, водохозяйственный участок реки — Иртыш от впадения реки Омь до впадения реки Ишим, без реки Оша, речной подбассейн реки — бассейны притоков Иртыша до впадения Ишима. Речной бассейн реки — Иртыш.